# Something to Think About
Something to Think About é um filme mudo norte-americano de 1920, do gênero drama, dirigido por Cecil B. DeMille. O filme é estrelado por Elliott Dexter e Gloria Swanson.

## Elenco
- Elliott Dexter – David Markely
- Gloria Swanson – Ruth Anderson
- Monte Blue – Jim Dirk
- Theodore Roberts – Luke Anderson
- Claire McDowell – Dona de casa
- Michael D. Moore – Bobby (creditado como Mickey Moore)
- Julia Faye
- James Mason
- Togo Yamamoto
- Theodore Kosloff
- William Boyd – (não creditado)